# Jean Graczyk
Jean Graczyk (Neuvy-sur-Barangeon, 26 maggio 1933 – Vierzon, 27 giugno 2004) è stato un ciclista su strada e pistard polacco naturalizzato francese dal giugno del 1949. Professionista dal 1957 al 1970, fu argento olimpico nel 1956 nell'inseguimento a squadre.

## Carriera
Passato professionista nel 1957, si aggiudicò due volte la maglia verde della classifica a punti del Tour de France, oltre che numerose tappe al Tour de France stesso e alla Vuelta a España. Nel 1960 vinse il Super Prestige Pernod, sorta di Coppa del mondo su strada.

## Palmarès
- 1955 (Dilettante)

3ª tappa Tour du Cher
12ª tappa Route de France
- 1956 (Dilettante)

Campionati francesi, Prova in linea
- 1957

2ª tappa Tour du Sud-Est
4ª tappa Tour du Sud-Est
Classifica generale Tour du Sud-Est
- 1958

13ª tappa, 2ª semitappa Vuelta a España (Santander)
Grand Prix de Pleurtuit
6ª tappa Critérium du Dauphiné Libéré
Grand Prix d'Orchies
- 1959

Grand Prix d'Antibes
Classifica generale Paris-Nice-Rome
5ª tappa Tour de France (Rouen > Rennes)
- 1960

Critérium National de la Route
Grand Prix de Monaco
3ª tappa Giro di Sardegna (Cagliari)
3ª tappa Paris-Nice (Manosque)
5ª tappa, 1ª semitappa Critérium du Dauphiné Libéré
4ª tappa Tour de France (Dieppe > Caen)
12ª tappa Tour de France (Luchon > Tolosa)
17ª tappa Tour de France (Briançon > Aix-les-Bains)
21ª tappa Tour de France (Troyes > Parigi)
Super Prestige Pernod International
- 1961

5ª tappa Gran Premio Ciclomotoristico
Classifica generale Gran Premio Ciclomotoristico
Grand Prix de la Ville de Fréjus
2ª tappa, 1ª semitappa Critérium du Dauphiné Libéré
- 1962

6ª tappa Vuelta a España (Cartagena)
13ª tappa Vuelta a España (Pamplona)
14ª tappa Vuelta a España (Bayonne)
16ª tappa Vuelta a España (Vitoria)
1ª tappa Paris-Nice (Cosne-sur-Loire )
- 1963

Grand Prix de Monaco
1ª tappa, 1ª semitappa Volta Ciclista a Catalunya
1ª tappa, 2ª semitappa Volta Ciclista a Catalunya
1ª tappa Tour du Sud-Est

### Altri successi
- 1957

Classifica a punti Tour du Sud-Est
- 1958

Classifica a punti Critérium du Dauphiné Libéré
Classifica a punti Tour de France
- 1960

Classifica a punti Tour de France
Premio della Combattività Tour de France

## Piazzamenti

### Grandi giri
- Tour de France

1957: ritirato (6ª tappa)
1958: 14º
1959: 35º
1960: 13º
1962: 38º
1963: 72º
1964: 76º
- Giro d'Italia

1959: ritirato
1966: 62º
- Vuelta a España

1958: 29º
1962: 25º
1967: 71º
1968: ritirato

### Classiche
- Milano-Sanremo

1959: 15º
1960: 2º
1961: 28º
1963: 8º
1964: 6º
1965: 17º
1966: 87º
- Giro delle Fiandre

1960: 2º
1961: 7º
1966: 25º
- Parigi-Roubaix

1959: 43º
1964: 65º
1966: 19º
- Liegi-Bastogne-Liegi

1960: 5º
1964: 17º
- Giro di Lombardia

1959: 21º
1960: 90º

### Competizioni mondiali
- Campionati del mondo su strada

Copenaghen 1956 - In linea Dilettanti: 16º
Reims 1958 - In linea: 24º
Zandvoort 1959 - In linea: ritirato
Karl-Marx-Stadt 1960 - In linea: 30º
Berna 1961 - In linea: ritirato
- Giochi olimpici

Melbourne 1956 - Inseguimento a squadre: 2º